# Guarda varegue
A guarda varegue ou varega era um grupo de guerreiros varegues, de origem viquingue, encarregados de fazer a guarda pessoal do imperador do Império Bizantino. Teriam sido enviados em 988 pelo grão-príncipe Vladimir I de Quieve ao imperador Basílio II Bulgaróctono como parte de um acordo. O rei viquingue Haroldo Hardråde serviu durante dez anos nesta guarda antes de assumir a coroa da Noruega e invadir o Reino da Inglaterra.